# Armel Bella-Kotchap
Armel Bella-Kotchap (Párizs, 2001. december 11. –) francia születésű német válogatott labdarúgó, a Southampton játékosa. Apja, Cyrille Florent Bella négyszeres kameruni labdarúgó-válogatott.

## Pályafutása

### Klubcsapatokban
A Rot Weiss Ahlen, az SC Grimlinghausen, a Borussia Mönchengladbach, az SG Unterrath és az MSV Duisburg, valamint a VfL Bochum korosztályos csapataiban nevelkedett.  2018 júliusában csatlakozott a felnőtt keret nyári edzőtáborához. 2019 márciusában aláírta a klubbal az első profi szerződését. Április 28-án debütált a Bundesliga 2-ben az Erzgebirge Aue ellen 3–2-re elvesztett bajnoki mérkőzésen. 2021. február 14-én az Eintracht Braunschweig ellen szerezte meg az első gólját. Augusztus 21-én a Bundesligaában is bemutatkozott az 1. FSV Mainz 05 ellen.
2022. június 21-én négyéves szerződést kötött az angol Southampton csapatával. Augusztus 13-án a Leeds United ellen debütált.

### A válogatottban
Franciaországban született, kameruni szülők gyermekeként. Többszörös korosztályos válogatott. 2022. szeptember 15-én először kapott meghívót a német felnőtt válogatottba. Szeptember 26-án mutatkozott be Anglia ellen. November 10-én bekerült a 2022-es labdarúgó-világbajnokságra utazó 26 fős keretbe.

## Statisztika

### Klub
2022. november 6-án frissítve.
| Klub        | Szezon   | Bajnokság      | Bajnokság | Bajnokság | Kupa  | Kupa  | Ligakupa | Ligakupa | Nemzetközi | Nemzetközi | Egyéb | Egyéb | Összesen | Összesen |
| Klub        | Szezon   | Osztály        | Mérk.     | Gólok     | Mérk. | Gólok | Mérk.    | Gólok    | Mérk.      | Gólok      | Mérk. | Gólok | Mérk.    | Gólok    |
| ----------- | -------- | -------------- | --------- | --------- | ----- | ----- | -------- | -------- | ---------- | ---------- | ----- | ----- | -------- | -------- |
| VfL Bochum  | 2018–19  | Bundesliga 2   | 4         | 0         | 0     | 0     | –        | –        | –          | –          | –     | –     | 4        | 0        |
| VfL Bochum  | 2019–20  | Bundesliga 2   | 12        | 0         | 2     | 0     | –        | –        | –          | –          | –     | –     | 14       | 0        |
| VfL Bochum  | 2020–21  | Bundesliga 2   | 28        | 1         | 2     | 0     | –        | –        | –          | –          | –     | –     | 29       | 1        |
| VfL Bochum  | 2021–22  | Bundesliga     | 22        | 0         | 4     | 0     | –        | –        | –          | –          | –     | –     | 26       | 0        |
| VfL Bochum  | Összesen | Összesen       | 66        | 1         | 8     | 0     | 0        | 0        | 0          | 0          | 0     | 0     | 74       | 1        |
| Southampton | 2022–23  | Premier League | 10        | 0         | 0     | 0     | 0        | 0        | –          | –          | –     | –     | 10       | 0        |
| Southampton | Összesen | Összesen       | 10        | 0         | 0     | 0     | 0        | 0        | 0          | 0          | 0     | 0     | 10       | 0        |
| Összesen    | Összesen | Összesen       | 76        | 1         | 8     | 0     | 0        | 0        | 0          | 0          | 0     | 0     | 84       | 1        |

### A válogatottban
2022. szeptember 26-án frissítve.
| Válogatott  | Szezon   | Mérk. | Gól |
| ----------- | -------- | ----- | --- |
| Németország |          |       |     |
| 2022        | 1        | 0     |     |
| Összesen    | Összesen | 1     | 0   |

## Sikerei, díjai
- VfL Bochum
  - Bundesliga 2: 2020–21

## Külső hivatkozások
- Armel Bella-Kotchap adatlapja a Kicker oldalon (németül)
- Armel Bella-Kotchap adatlapja a Transfermarkt oldalon (angolul)
- Armel Bella-Kotchap adatlapja a Soccerway oldalon (angolul)